# Schiffbauerdamm
Der Schiffbauerdamm ist die Straße am rechten Spreeufer im Berliner Ortsteil Mitte zwischen Weidendammer Brücke und Reinhardtstraße (unterbrochen durch die neuen Regierungsbauten). Der Name nimmt Bezug auf die früher dort ansässigen Betriebe des Schiffbaus.

## Stadtentwicklung

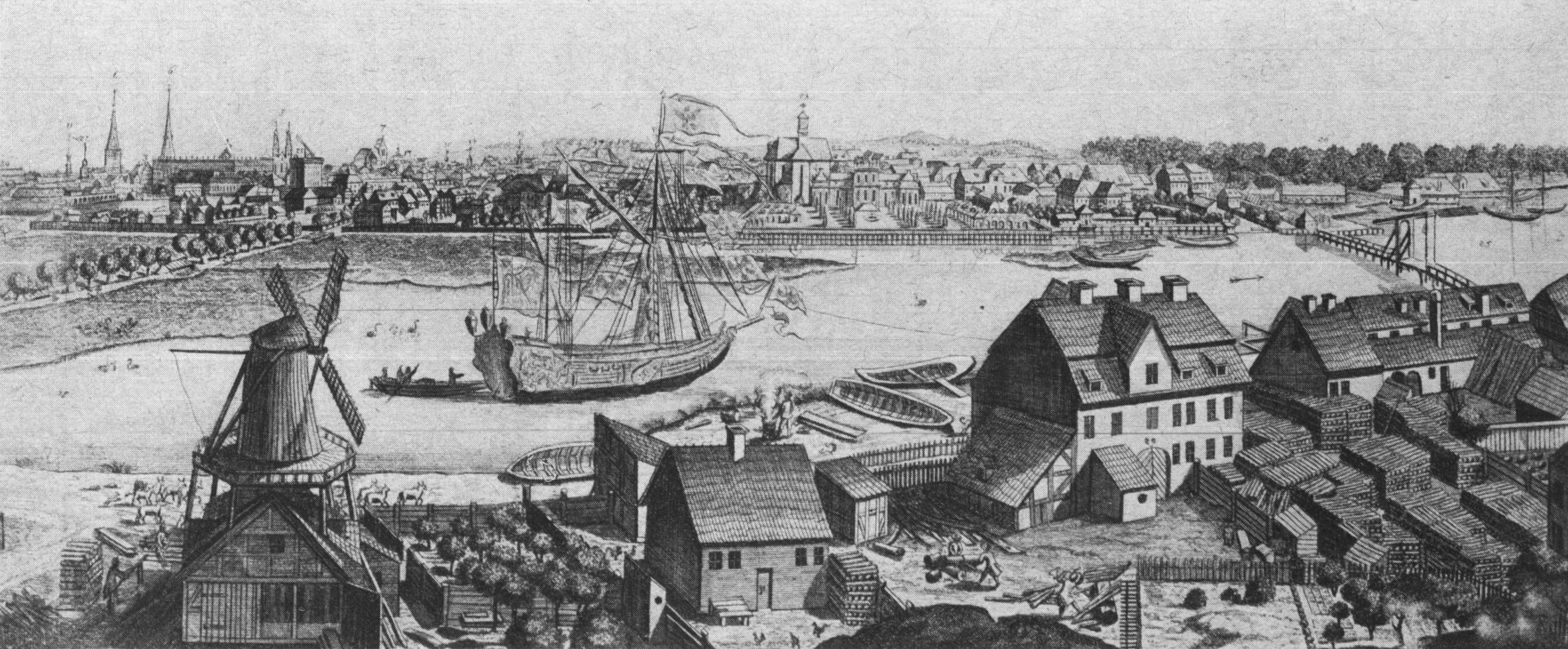
Schiffbauerdamm, 1717

Umgebung der Unterbaumbrücke (am Schönhauser Graben) bis zur Laufbrücke, 1748, Schmettau Plan de la ville Berlin

Seit dem 16. Jahrhundert entwickelte sich um die Städte Berlin und Kölln ein Ring ärmlicher, unregelmäßig bebauter Vorstädte. Einfluss auf die Stadtentwicklung hatten die Schiffbaupläne des Großen Kurfürsten, die eng mit dem Wirken des in brandenburgischen Diensten stehenden Holländers Benjamin Raule und der forcierten Entwicklung der kurbrandenburgischen Marine zusammen hingen. So wurde 1680 durch holländische Fachleute, darunter Michael Mathias Smids, in der nördlichen Dorotheenstadt im Bereich des heutigen Reichstagufers eine Werft (Schiffsbauhof) errichtet, in der auch Kriegsschiffe vom Stapel liefen. Friedrich I. wollte zwischen seinen Schlössern per Schiff getreidelt werden, statt mit der Kutsche über staubige, sandige Landstraßen zu „rumpeln“. Die königliche Gondel verkehrte bereits über die Spree vom Stadtschloss nach Monbijou, Lietzenburg und Ruhleben. 1704 erhielt Johann Friedrich Eosander (1669–1729) den Auftrag, einen zwei Kilometer langen Graben von der Spree zur Panke anzulegen (Verbindung zum Schloss Schönhausen), der am Schiffbauerdamm mündet.
König Friedrich Wilhelm I. konnte sich jedoch mit dem Seemachtstreben seines Großvaters und seines Vaters nicht anfreunden. Er beendete die damit verbundenen Aktivitäten und wies dem Berliner Schiffbau einen neuen Standort am rechten Spreeufer zwischen der Weidendammer Brücke und dem Unterbaum zu. Er ließ die dortige Uferstraße erhöhen und als Damm gestalten, der zum Treideln von Treckschuten genutzt wurde. Nachdem sich hier zwei Schiffbauer angesiedelt hatten, erhielt die Straße auf dem Damm 1738 den Namen ‚Schiffbauerdamm‘.
Die übrigen Wirtschaftsgelände, so zum Gartenbau und als Lagerflächen blieben am alten Standort erhalten. Ein großer Park des Bankiers Veitel Heine Ephraim reichte vom Unterbaum bis über die hier einmündende Panke.
Zwischen der Spree im Süden und dem Neuen Tor sowie Oranienburger Tor im Norden wurde 1828 die Friedrich-Wilhelm-Stadt angelegt. Das Gebiet war von der Spandauer Vorstadt abgetrennt und systematisch baulich erschlossen worden.

## Bebauung

### Historismus und frühe Moderne
Von dem einstigen Schiffbaugebiet ist nur noch der Name geblieben. In Meyers Konversations-Lexikon wird bereits 1882 kritisiert, dass nur der Schiffbauerdamm und das Kronprinzenufer Uferstraßen mit ansehnlichen Gebäuden hätten, die Spreeufer bis zur Waisenbrücke dagegen meist nur Hinterhäuser, Speicher, Schuppen und Holzplätze. Zu den hier allgemein als ansehnliche Gebäude bezeichneten Wohnhäusern kamen später einige architektonische „Glanzlichter“ hinzu. Inzwischen hatten sich an dieser Straße auch größere Fabriken angesiedelt wie die Maschinenfabrik und Kesselschmiede von R. Wolf, die Lokomotiven produzierte und von der guten Transportmöglichkeit auf dem Wasserweg profitierte.
Zu den weiteren sehenswerten Bauwerken gehört der in den Jahren 1891/1892 durch den Architekten Heinrich Seeling realisierte neobarocke Bau des Theaters am Schiffbauerdamm, das ursprünglich Neues Theater hieß. Der Komplex wurde mehrfach umgebaut und beherbergt nun das Berliner Ensemble. Es steht unter Denkmalschutz. Schließlich ist das in expressionistischer Formensprache 1918/1919 zwischen Schiffbauerdamm und Reinhardtstraße errichtete Große Schauspielhaus noch zu nennen. Das schnell populär gewordene Revue- und Lustspieltheater, 1947 in Friedrichstadtpalast umbenannt, entstand durch Um- und Ausbau einer ehemaligen Markthalle. 1988 wurde das Haus wegen massiver Standsicherheitsprobleme abgerissen; als Ersatz war 1984 der Neue Friedrichstadtpalast in der Friedrichstraße errichtet worden.
Im Jahr 1890 ging am Schiffbauerdamm 22 das vierte Kraftwerk der Berliner Elektricitäts-Werke (BEW) mit einer installierten Leistung von 840 kW ans Netz. Zunächst wurde hier Gleichstrom für die umliegenden Gebiete erzeugt, ab 1896 Drehstrom. Außerdem entstand ein Gebäude, in das die Verwaltungen von AEG/BEW sowie Wohnungen des Vorstands untergebracht wurden. Ab 1898 verkehrte auf dem Gelände für einige Jahre ein elektrischer Hochbahnprototyp. Die Versuchsstrecke verband das Kraftwerk am Schiffbauerdamm mit einem ähnlichen Komplex an der Luisenstraße. Im Jahr 1926 wurde der Kraftwerksbetrieb eingestellt und ein Umformerwerk installiert, das Strom zur Einspeisung in das Verteilnetz umspannte.

Plan der Friedrich-Wilhelm-Stadt mit der Spree als südliche Begrenzung, 1875
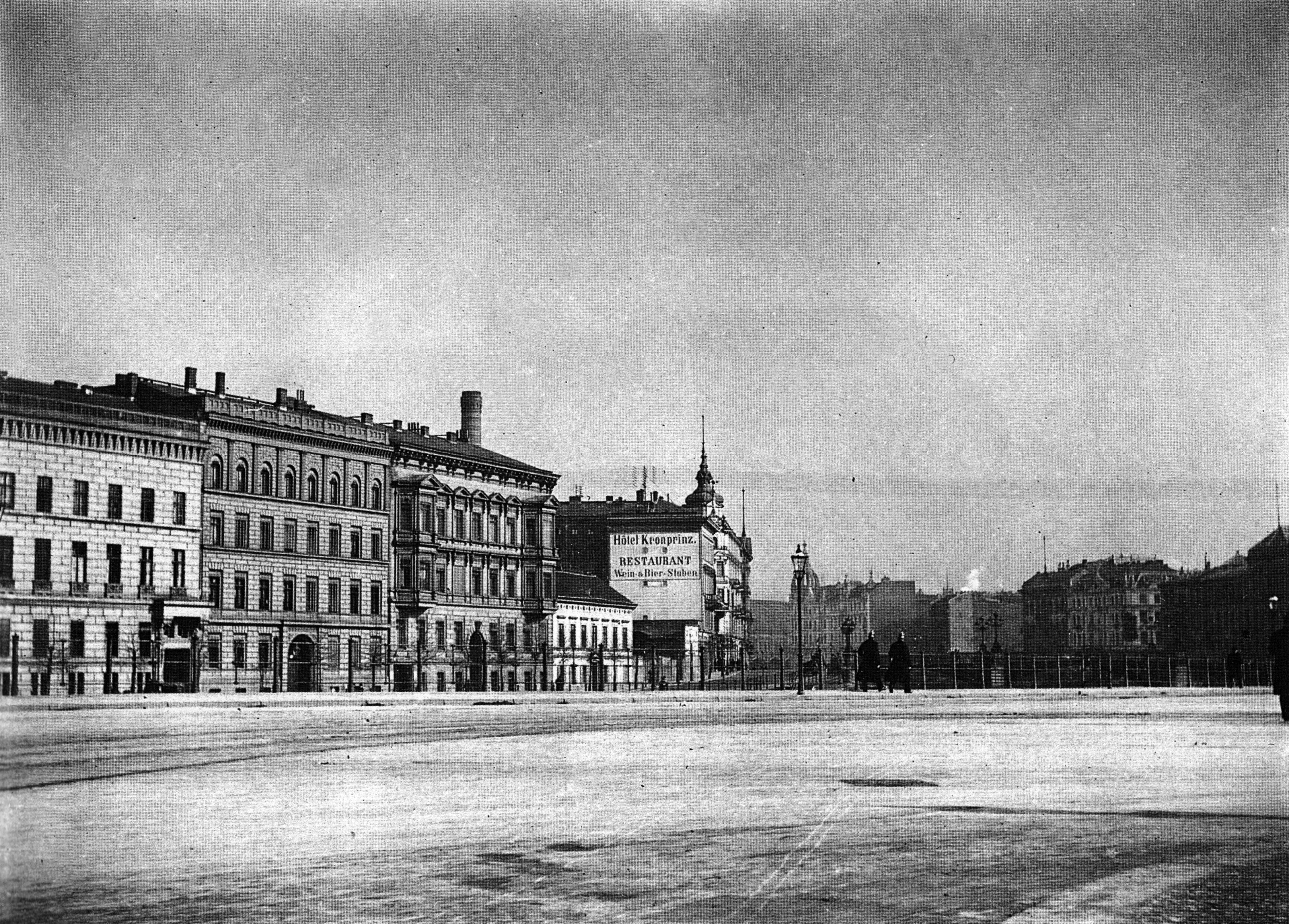
Schiffbauerdamm in der Nähe des 1890 erbauten Kraftwerks, um 1900
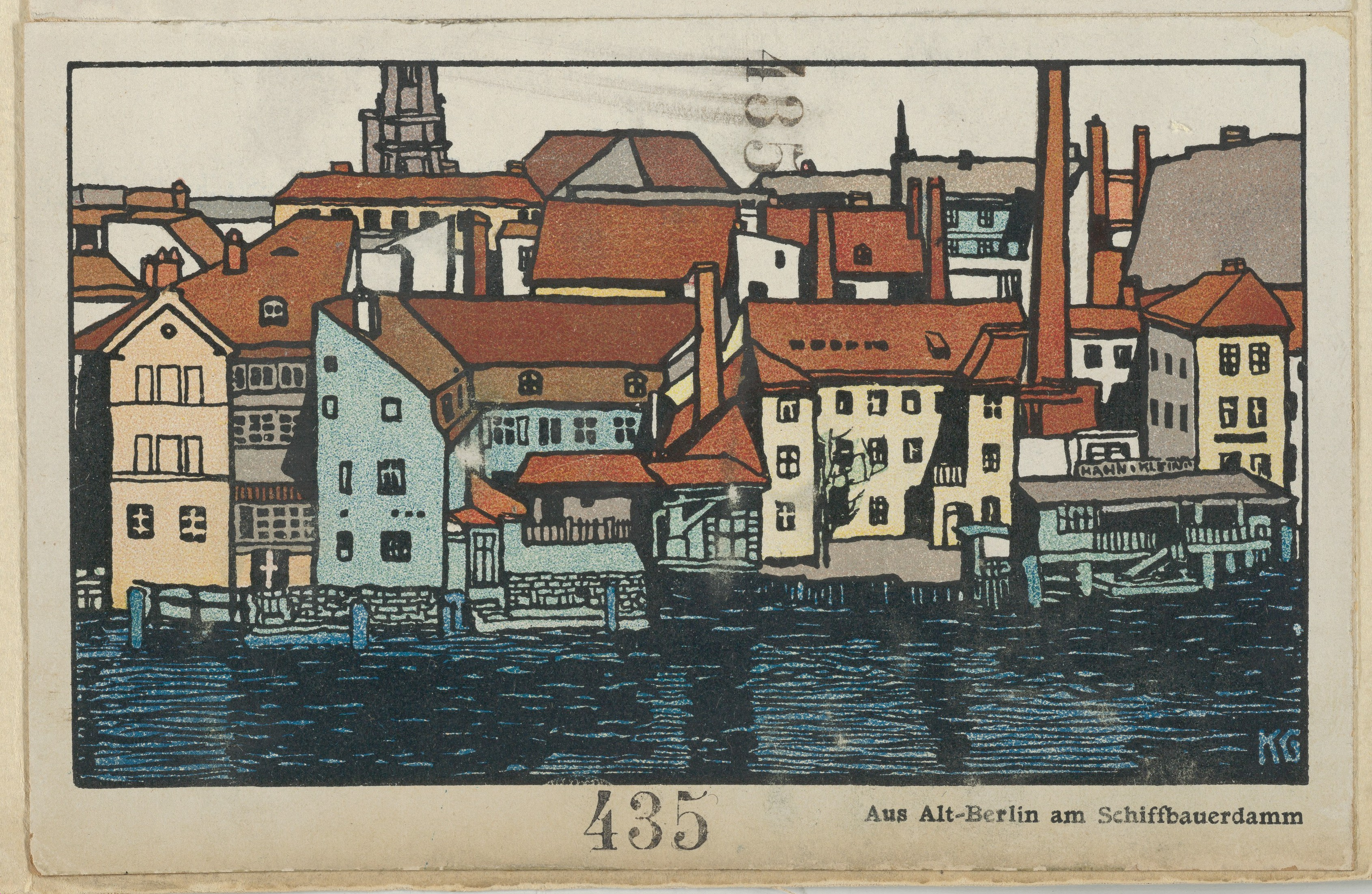
Lithografie „Aus Alt-Berlin am Schiffbauerdamm“, 1911

### Vom Sommer 1945 bis zur politischen Wende
Im Zweiten Weltkrieg wurden größere Gebäude dieser Straße stark beschädigt, die dann enttrümmert wurden, es entstanden Freiflächen oder Lückenbauten. Der Platz vor dem Berliner Ensemble, der Bertolt-Brecht-Platz, entstand auf diese Weise. Die erhaltenen Wohnbauten restaurierte man, und im Erdgeschossbereich etablierten sich Handelseinrichtungen und Gaststätten. Neben dem Berliner Ensemble residierte in der Nummer 5 das bei Berlinern als Weinrestaurant bekannte Ganymed. In der Nummer 6/7 befand die Berliner Kneipe Zum Trichter. In der Nummer 8 eröffnete in den 1980er Jahren das Café Chez Felix. Die Initialen „CF“ kann man heute noch am Eingang des Restaurants Die Berliner Republik im Bürgersteig eingelassen sehen. Ebenfalls in der Nummer 8 befand sich das Spezialitätenrestaurant Wein-ABC. In der Nummer 12 war die Berliner Kneipe Albrechtseck beheimatet.

### Die Straße seit 1990
Ben Wagin richtete 1990 die Gedenkstätte Parlament der Bäume auf dem ehemaligen Todesstreifen ein, das ist der westlichste Abschnitt des Schiffbauerdamms.
Das Neue Berlin ist am Schiffbauerdamm durch das Marie-Elisabeth-Lüders-Haus vertreten. Es wurde 2003 als dritter Parlamentsneubau an der Spree eingeweiht. Das Gebäude am Spreebogen beherbergt das Wissenschaftliche Dienstleistungszentrum des Deutschen Bundestages in der westlichen Rotunde. Es bildet mit dem Bundeskanzleramt und dem Paul-Löbe-Haus eine Band des Bundes genannte Anordnung von Gebäuden.

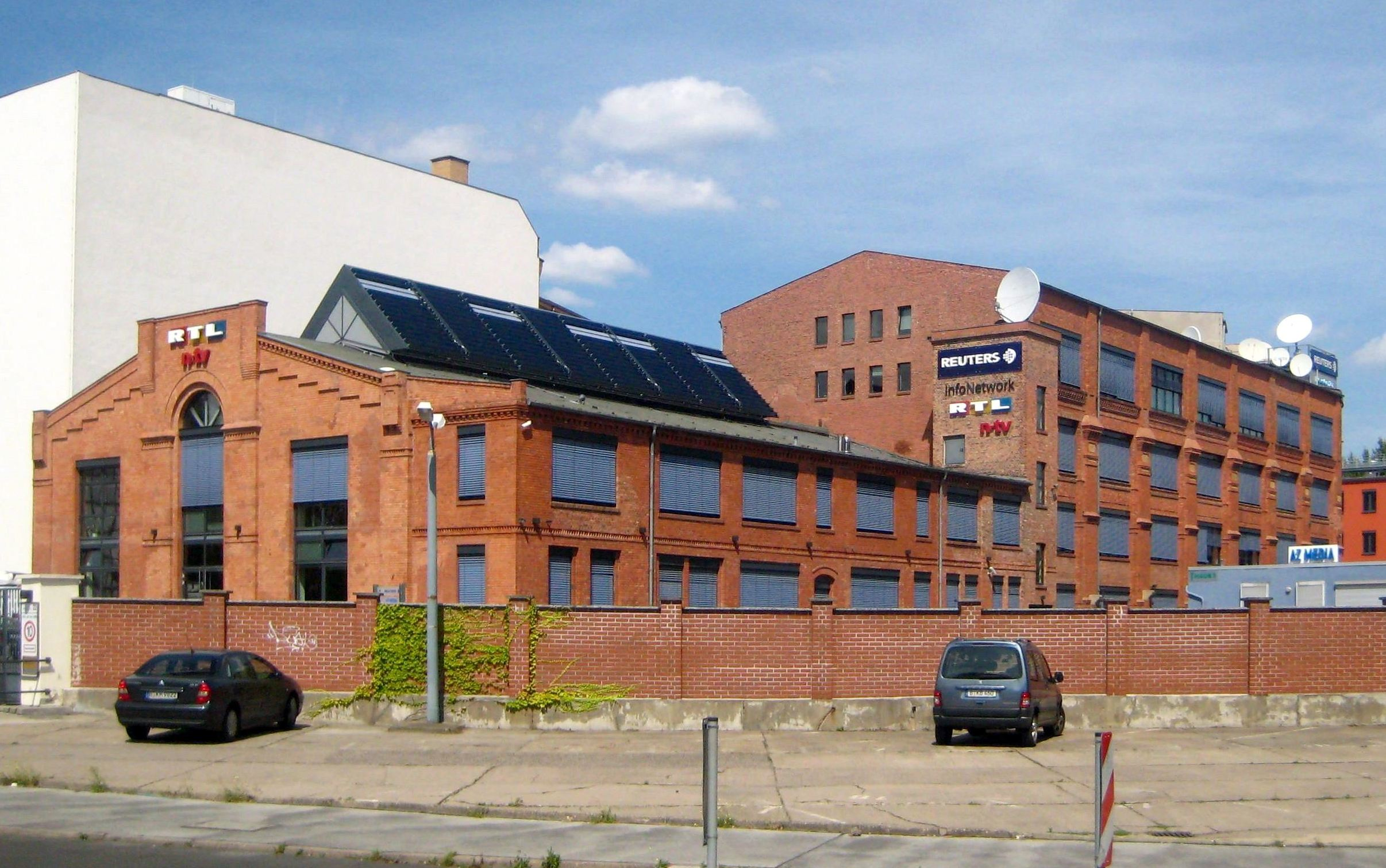
Das News-Center Schiffbauerdamm in Kesselhaus (vorn) und Maschinenhalle der ehemaligen Zentralstation IV

Im Dezember 1998 erwarb der Bund das Gelände der ehemaligen Zentralstation IV der Berliner Elektricitäts-Werke mit drei erhaltenen historischen Gebäuden, die unter Denkmalschutz stehen. Das Bürohaus an der Luisenstraße wird seitdem von der Verwaltung des Deutschen Bundestages genutzt. Das Kesselhaus und die Maschinenhalle des Kraftwerks wurden langfristig an den TV-Sender RTL und die Nachrichtenagentur Reuters vermietet. Der Berliner Architekt Jürgen Klemm baute sie im folgenden Jahr zum News-Center Schiffbauerdamm um. Dort befanden sich bis September 2015 das Hauptstadtstudio von RTL und die Berliner Redaktion von Reuters. Mit seinem Umzug von Berlin nach Köln im Jahr 2004 produzierte außerdem der Nachrichtensender n-tv seine Hauptstadtsendungen in dem Komplex. RTL/n-tv ist mit dem Hauptstadtstudio in die Behrenstraße umgezogen.
An der Ecke Reinhardtstraße steht das im Jahr 2000 fertiggestellte Gebäude der Bundespressekonferenz. Das Bauwerk ist ein typischer Berliner Block mit einer als Stakkato-Raster gestalteten Fassade, aus der allein der Konferenzsaal hervorragt.
In einem Eckhaus an der Albrechtstraße etablierte sich im Zusammenhang mit dem beschlossenen Regierungsumzug von Bonn nach Berlin (Bonn-Berlin-Gesetz) ab 1997 die privat geführte Ständige Vertretung, ein gut besuchtes Lokal, das hauptsächlich Speisen und Getränke aus dem Rheinland anbietet. Es entstand durch Um- und Ausbau des in der DDR-Zeit hier befindlichen Spezialitätenrestaurants Wein ABC.
Im 21. Jahrhundert errichtete ein Investor am früheren Standort des Friedrichstadtpalastes Ecke Am Zirkus für 100 Millionen Euro ein modernes Wohn- und Geschäftshaus.
Das Haus am Schiffbauerdamm 29, auf dem heute das Marie-Elisabeth-Lüders-Haus steht, wurde für die Pläne des NS-Architekten Albert Speer zum Bau der „Welthauptstadt Germania“ im Februar 1941 geräumt. Etwa 100 jüdische Mieter wurden dafür aus ihren Wohnungen vertrieben. Zum Gedenken an diese Aktion verlegte Gunter Demnig am 9. Juni 2015 zehn Stolpersteine. Die Finanzierung der Gedenksteinverlegung erfolgte durch Übernahme von Patenschaften durch Abgeordnete aller Bundestagsfraktionen.